# Алур
Алу́р, жоалур (самоназва), алуа, алулу, лурі — нілотський народ групи луо південні в Демократичній Республіці Конго та Уганді (північно-західний берег озера Мобуту-Сесе-Секо). Чисельність в Демократичній Республіці Конго 350 тисяч чоловік, в Уганді 270 тисяч чоловік (дані на 1985 рік). Відносяться до негретянської раси великої негроїдної раси. Мова дхо алур, діалекти: йокот, нан, мамбіса, ваніоро. Дотримуються традиційних вірувань.
До XV століття предки алур жили біля злиття річок Бахр-ель-Газаль і Білий Ніл, потім мігрували на територію сучасної Уганди, де змішалися з місцевими племенами ленду і маді, а також з народами банту (біра, бенді і іншими). Основа соціальної організації — сусідсько-родова громада. Система спорідненості арабського типу. Існували племінні об'єднання, кастовий поділ, складалися феодальні відносини. Населення неалурського походження займало залежне становище. 
Основні традиційні заняття:
- на рівнині — ручне тропічне землеробство (просо-елевсина, кукурудза, бобові, кунжут, маніок);
- в горах — відгінне скотарство (велика рогата худоба, вівці, кози).

Ремесла — ковальство, різьблення по дереву, плетіння циновок, кошиків.
Характерні культ предків, тотемізм. Зберігається фольклор, в тому числі музичний і танцювальний.